# Annez de Taboada

Wapen van de familie Annez de Taboada

Annez de Taboada is een Belgische adellijke familie.

## Geschiedenis
- In 1714 werd adelsverheffing verleend aan Petrus-Franiscus Annez de Taboada, heer van Zillebeke, licentiaat in de rechten. De verheffing werd verleend door de kanselarij van het Heilig Roomse Rijk en werd in 1734 herroepen.
- Daarop werd in 1736 een nieuwe verheffing verleend vanwege de kanselarij van de Zuidelijke Nederlanden, met terugwerkende kracht tot in 1714.

## Genealogie
- Jean-François Annez de Taboada (1722-1758), x Anne-Claire Fruytiers.
  - Jean-François Annez de Taboada (1752-1824), x Elisabeth de Munck.
    - Josse Annez de Taboada (1795-1862), koopman, x Marie Maus.
      - Alphonse Annez de Taboada (zie hierna).

  - Emmanuel Annez de Taboada (1756-1832), x Marie-Josèphe Isabaus.
    - Louis Annez de Taboada (1786-1831), x Félicienne Playoult.
      - Alphonse Annez de Taboada (1819-1880), bureauchef bij het Rekenhof, x Justine Jacoby.
        - Georges Annez de Taboada (zie hierna).

## Alphonse Annez de Taboada
- Alphonse Marie Joseph Constant Annez de Taboada (Brussel, 30 oktober 1844 - Herent, 17 maart 1926) trouwde in 1868 in Huizingen met Euphémie Demeurs (1849-1940). Ze kregen zes kinderen.
  - Robert  Annez de Taboada (1872-1938) trouwde in Verviers in 1914 met Marguerite Gaspar (1887-1965), met afstammelingen tot heden.
  - Josse Annez de Taboada (1879-1958) trouwde in Brussel in 1903 met Louise Cuylits (1879-1938). Hij hertrouwde in 1940 met Mariette Gille (1902-1975). Het echtpaar had vijf kinderen, met afstammelingen tot heden.

## Georges Annez de Taboada
- Georges Félix Nicolas Marie Ernest Annez de Taboada (Elsene, 13 augustus 1859 - Luik, 15 maart 1894) trouwde in 1880 in Watermaal met Célina Grégoir (1859-1945). Na zijn dood verkreeg zijn weduwe opname in de erfelijke adel voor haar en voor haar twee minderjarige kinderen. 
  - Gabrielle Annez de Taboada (1881-1965) was benedictines.
  - Albert Annez de Taboada (1883-1964), doctor in de rechten, oorlogsvrijwilliger in 1914, verkreeg in 1959 de titel ridder, overdraagbaar bij eerstgeboorte. Hij trouwde in Verviers in 1909 met Berthe Ruhl (1888-1975). Het echtpaar had vijf kinderen, met afstammelingen tot heden.